# Rogelio Esquivel Medina
Rogelio Esquivel Medina (ur. 18 czerwca 1940 w Peribán de Ramos, zm. 20 czerwca 2023 w Meksyku) – meksykański duchowny rzymskokatolicki, biskup pomocniczy Meksyku w latach 2001–2008.